# Pielgrzymowice (Wilków)

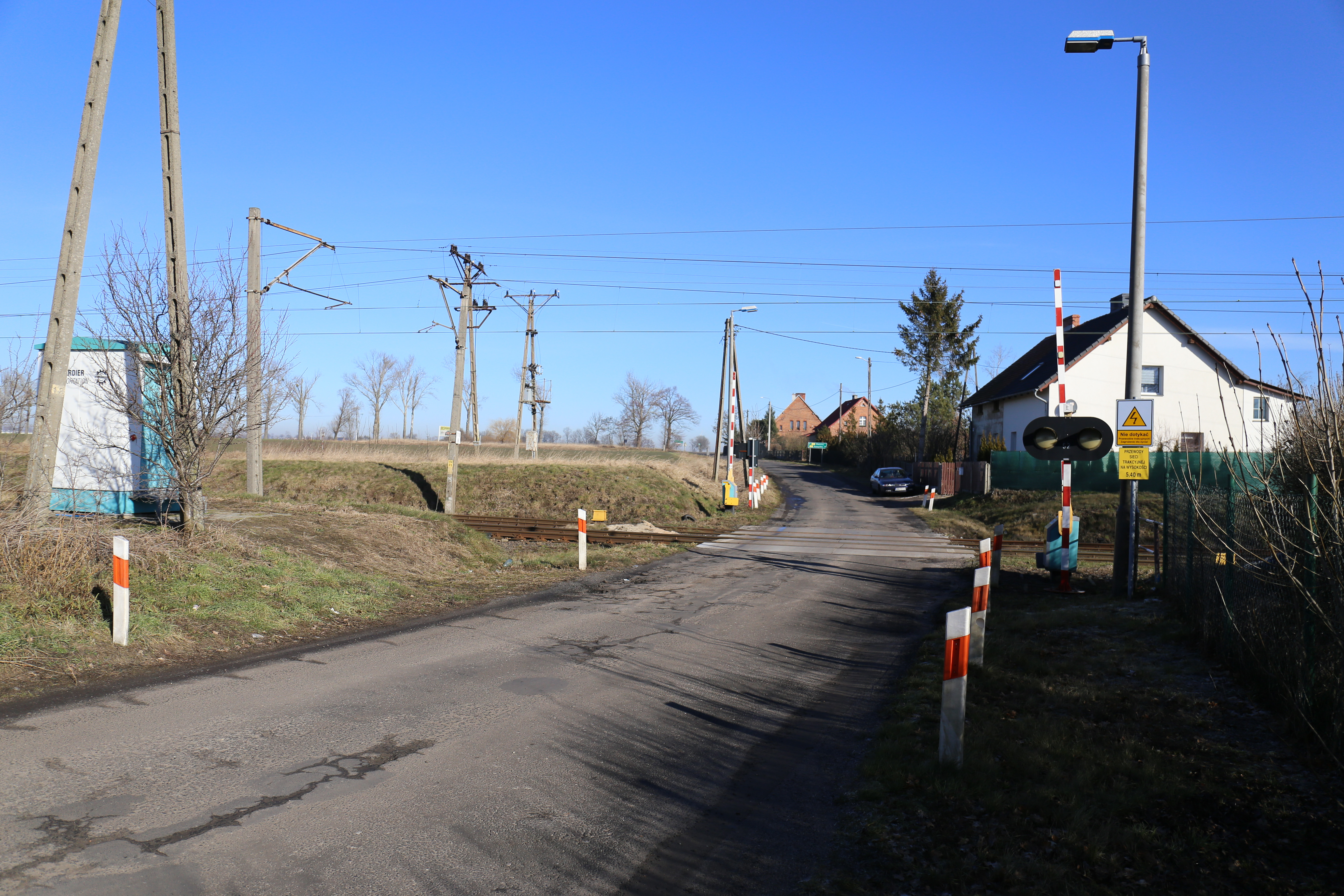
Ortseingang (2019)

Pielgrzymowice (deutsch Neudorf b. Bernstadt) ist ein Ort in der Landgemeinde Wilków im Powiat Namysłowski der Woiwodschaft Opole in Polen.

## Geographie
Das Straßendorf Pielgrzymowice liegt sechs Kilometer westlich von Wilków, neun Kilometer westlich von Namysłów (Namslau) und 64 Kilometer nordwestlich von Opole (Oppeln) in der Nizina Śląska (Schlesische Tiefebene) am rechten Ufer der Widawa (Weide), einem rechten Zufluss der Oder. 
Durch Pielgrzymowice verlaufen die Droga wojewódzka 451 und die Bahnstrecke Kluczbork–Oleśnica.
Nachbarorte von Pielgrzymowice sind im Westen Bierutów (Bernstadt in Schlesien), im Norden Bukowie (Buchwald), im Nordosten Wojciechów (Woitsdorf) und im Süden Młokicie (Weidenbach).

## Geschichte
In dem Werk Liber fundationis episcopatus Vratislaviensis aus den Jahren 1295–1305 wird der Ort erstmals als Nova villa erwähnt.
Nach dem Ersten Schlesischen Krieg 1742 fiel Neudorf mit dem größten Teil Schlesiens an Preußen.
Nach der Neuorganisation der Provinz Schlesien gehörte die Landgemeinde Neudorf ab 1816 zum Landkreis Oels im Regierungsbezirk Breslau. In 1845 bestanden im Dorf ein Vorwerk, eine evangelische Schule, eine Ziegelei, zwei Schmieden und 22 Häuser. Im gleichen Jahr lebten in Neudorf 168 Menschen, davon 4 katholisch. 1874 wurde der Amtsbezirk Buchwald gegründet, welcher die Landgemeinden Landgemeinden Vorstadt Bernstadt, Buchwald Freianteil, Herzoglich Buchwald und Neudorf b. Bernstadt und die Gutsbezirke Vorstadt Bernstadt, Buchwald Freianteil, Herzoglich Buchwald und Neudorf b. Bernstadt umfasste.
1905 zählte der Ort 19 Häuser und 121 Einwohner. 1933 zählte Neudorf 186 1939 wiederum 191 Einwohner. Bis 1945 gehörte der Ort zum Landkreis Oels.
Infolge des Zweiten Weltkrieges kam der Ort 1945 an Polen, wurde in Pielgrzymowice umbenannt und der Woiwodschaft Schlesien angeschlossen. 1950 wurde Pielgrzymowice der Woiwodschaft Opole zugeteilt. 1999 wurde es Teil des wiedergegründeten Powiat Namysłowski.
2020 hatte Pielgrzymowice 38 Männer und 43 Frauen als Einwohner.